# Олимпик (судно)
«Оли́мпик» (англ. Olympic) — трансатлантический лайнер компании «White Star Line», первый из серии трёх лайнеров класса «Олимпик», двумя другими кораблями были «Титаник» и «Британник». Все три судна задумывались как конкуренты «Лузитании» и «Мавритании», принадлежавших компании «Cunard Line». При строительстве получил номер 400.
Судно «Олимпик» — единственный из трёх лайнеров-близнецов этого класса, который проработал много лет, тогда как «Титаник» затонул из-за столкновения с айсбергом в первом же плавании, а «Британник» (заложен под названием «Гигантик»), переоборудованный в плавучий госпиталь, подорвался на мине, выставленной немецкой подлодкой U-73 в ходе Первой мировой войны, в ноябре 1916 года.

## Предпосылки к созданию
В 1897 году Германия нанесла удар по британскому судостроению. Новый быстроходный лайнер «Кайзер Вильгельм дер Гроссе» со скоростью в 22,5 узла завладел «Голубой Лентой Атлантики». В 1901 году «White Star Line» всё ещё владела 21 000-тонным «Селтиком», то есть самым большим судном в мире. «Cunard Line» не располагала кораблями больше судов «White Star Line» или быстрее немецких.
Была ещё одна проблема: финансовая. У «Кунард Лайн» не было достаточно денег для постройки больших и быстрых судов. Они должны были обратиться к британскому правительству за ссудой, чтобы построить не один, а два огромных лайнера, которые превзойдут и немцев, и «Уайт Стар Лайн». Правительство согласилось при условии, что оба корабля можно будет переоборудовать во вспомогательные крейсера в случае войны. Этими лайнерами стали «Лузитания» и «Мавритания». Эти два судна стали самыми быстрыми и большими, оставив позади «Уайт Стар Лайн» и немцев.
В 1901 году «Уайт Стар Лайн» была куплена американской компанией «IMM» с Пирпонтом Морганом во главе. Намерение Моргана состояло в том, чтобы создать монополию на Североатлантическом пути. После «Уайт Стар Лайн» он хотел купить и «Кунард Лайн», но это оказалось невозможным, так как «Кунард Лайн» финансировалась правительством.
С тех пор, как «Уайт Стар Лайн» построили свой «Океаник», они заказывали суда ирландской судоверфи «Harland and Wolff», в Белфасте. У них был договор, что «Уайт Стар Лайн» будет строить все свои суда в Белфасте, при условии, что «Harland and Wolff» не будут строить суда для других пароходств.

## Проект, строительство

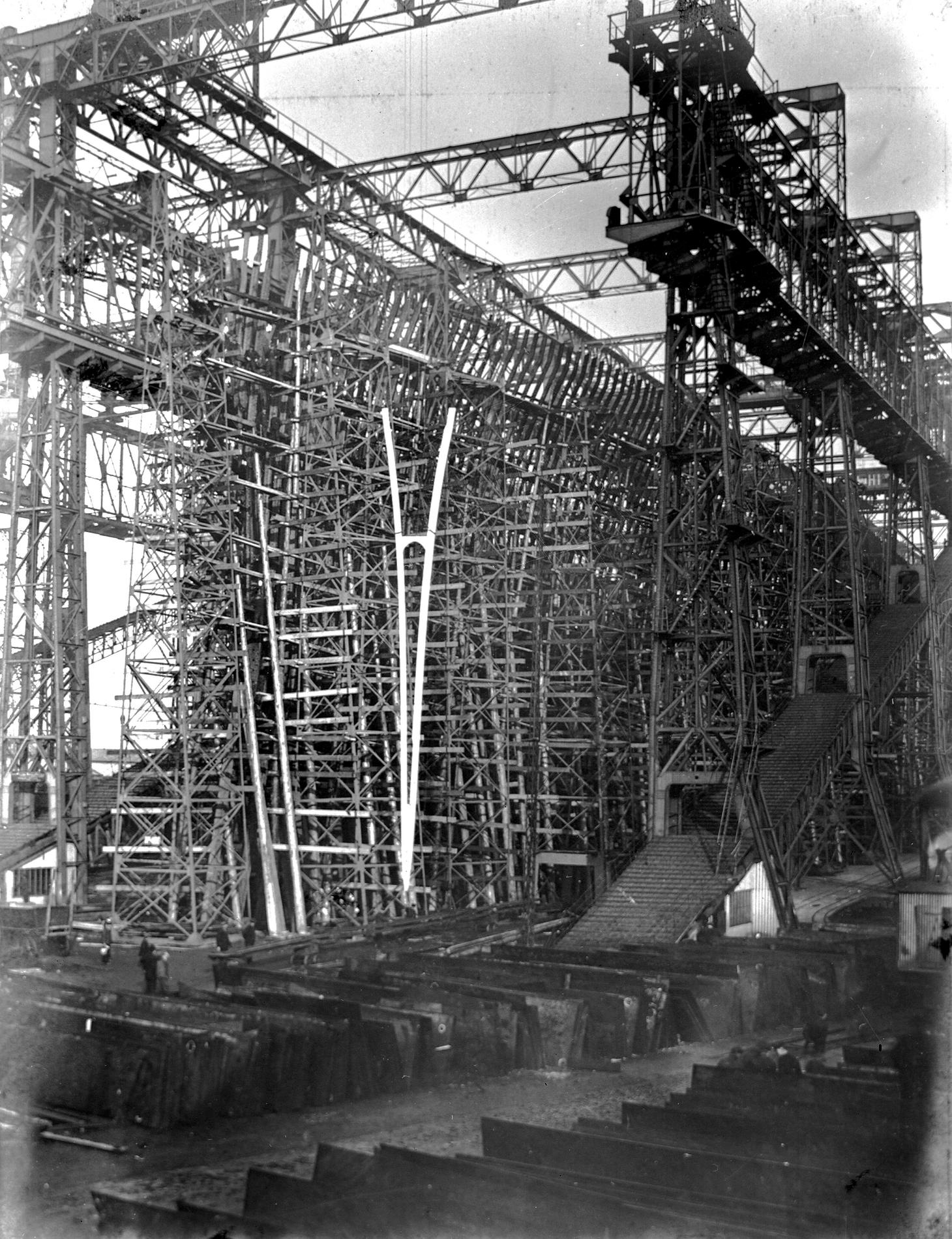
Строительство «Олимпика».

В 1907 году председатель «Harland and Wolff» Уильям Пирри и директор «Уайт Стар Лайн» Брюс Исмей обедали в особняке лорда Пирри. Во время этого обеда было решено, как превзойти «Кунард Лайн». Первоначально Пирри и Исмей планировали постройку двух больших лайнеров с тремя трубами, которые превосходили бы суда «Кунард Лайн» и в скорости, и в размере.
Однако всё изменилось. Пара лайнеров превратилась в тройку. Три трубы были заменены четырьмя, для красоты, веры пассажиров, что судно с четырьмя трубами больше. Каждое судно имело бы водоизмещение на 15 000 тонн, то есть, в полтора раза, больше «Мавритании», иначе говоря, новые суда «Уайт Стар Лайн» становились самыми большими в мире. При тоннаже в 45 000 тонн было бы слишком дорого оснащать суда двигателями, способными отобрать «Голубую Ленту Атлантики», так что изюминкой этих трёх лайнеров предполагалась невиданная доселе роскошь. Сперва планировалось, что главной особенностью новых кораблей станет трёхсветный обеденный зал, немного позже наиболее роскошным местом была избрана главная лестница первого класса.
Ещё одной особенностью, которой обладали судна класса «Олимпик», должна была стать их безопасность. Пароходства инвестировали много денег в разработку новых систем безопасности. «Олимпик» и «Титаник» декларировались как «непотопляемые»: это не эпитет, а утверждение, например, авторитетного ежеквартального британского журнала «Судостроитель». Непотопляемость обеспечивалась водонепроницаемыми отсеками и герметичными дверями в переборках, которые, в случае аварии, можно было быстро закрыть с мостика. Также судно могло оставаться на плаву с передними четырьмя затопленными отсеками (причём такие масштабные повреждения, особенно в мирное время, считались крайне маловероятными).
Одной из проблем была силовая установка. Консерваторы из «Уайт Стар Лайн» предлагали сделать суда двухвинтовыми с двумя паровыми машинами, в то время как другие предложили новый тип двигателей, которые состояли из двух четырёхцилиндровых паровых машин тройного расширения, работающих на два внешних винта, и турбину, работавшую на отработанном паре поршневых машин, вращающую центральный винт. Здесь поступили, как в своё время «Кунард Лайн» с «Каронией» и «Карманией»: купили два судна. Одно со старым типом двигателей — «Мегантик», а другое с новым — «Лаурентик». Два судна были почти идентичными и имели тоннаж в 15 000 тонн брутто, и после того, как некоторое время спустя, в 1909 году, «Лаурентик» показал себя и быстрее, и экономичнее, машины для новых гигантов «Уайт Стар Лайн» были выбраны.
16 декабря 1908 года был заложен киль нового лайнера.
В отличие от «Кунард Лайн» и других пароходств, «Уайт Стар Лайн» не держала имена судов в тайне до спуска на воду. Как только объявили о строительстве, все могли увидеть на табличке имя нового судна — «Олимпик».
Корпус «Олимпика» был 269 метров в длину, имел 16 водонепроницаемых отсеков, 29 котлов, гигантские двигатели, вместе с турбиной, вырабатывали мощность примерно в 50 000 л. с., чтобы вести судно на скорости в 23 узла (42,5 км/ч).

## Спуск на воду, испытания

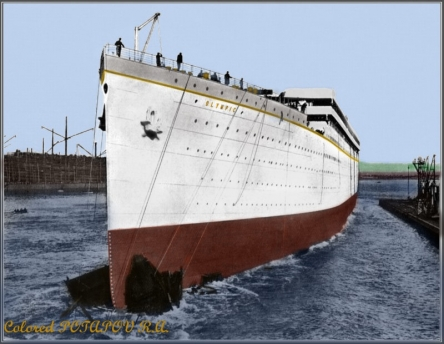
Спуск на воду «Олимпика»

Запланированной датой спуска судна на воду была осень 1910 года, но ни в Саутгемптоне, ни в Нью-Йорке портовые управления не стремились модернизировать порты, чтобы позволить лайнерам класса «Олимпик» пришвартоваться. Они хотели бы, чтобы за подобную модернизацию заплатила White Star Line, но, в конце концов, дноуглубительные работы были произведены. К осени 1910 года корпус «Олимпика» был обшит и готов к спуску. Окраска в белый цвет позволяла корпусу наилучшим образом выглядеть на фотографиях, которые будут размещены в прессе после церемонии.
В четверг 20 октября 1910 года в 11:00, в присутствии Брюса Исмея, лорда Пирри, лорд-мэра Белфаста и огромной толпы, «Олимпик» был готов покинуть свои стапеля. Примерно 23 тонны масла и мыла было использовано для облегчения спуска. «Олимпик» вошел в воду через 62 секунды и развил скорость в 12,5 узлов. Началась достройка на плаву. Для строительства «Олимпика» был заказан специальный кран большой грузоподъёмности.
1 апреля 1911 года «Олимпик» поставили в сухой док, где оснастили винтами.
Во время строительства «Олимпика» и «Титаника» «Уайт Стар Лайн» заказала ещё два маленьких судна, которые бы обслуживали лайнеры в порту Шербура, так как ввиду своих размеров сами гиганты были не в состоянии пришвартоваться там. Эти суда назвали «Номадик» и «Трафик». «Номадик» перевозил пассажиров первого и второго классов, а «Трафик» — третьего.

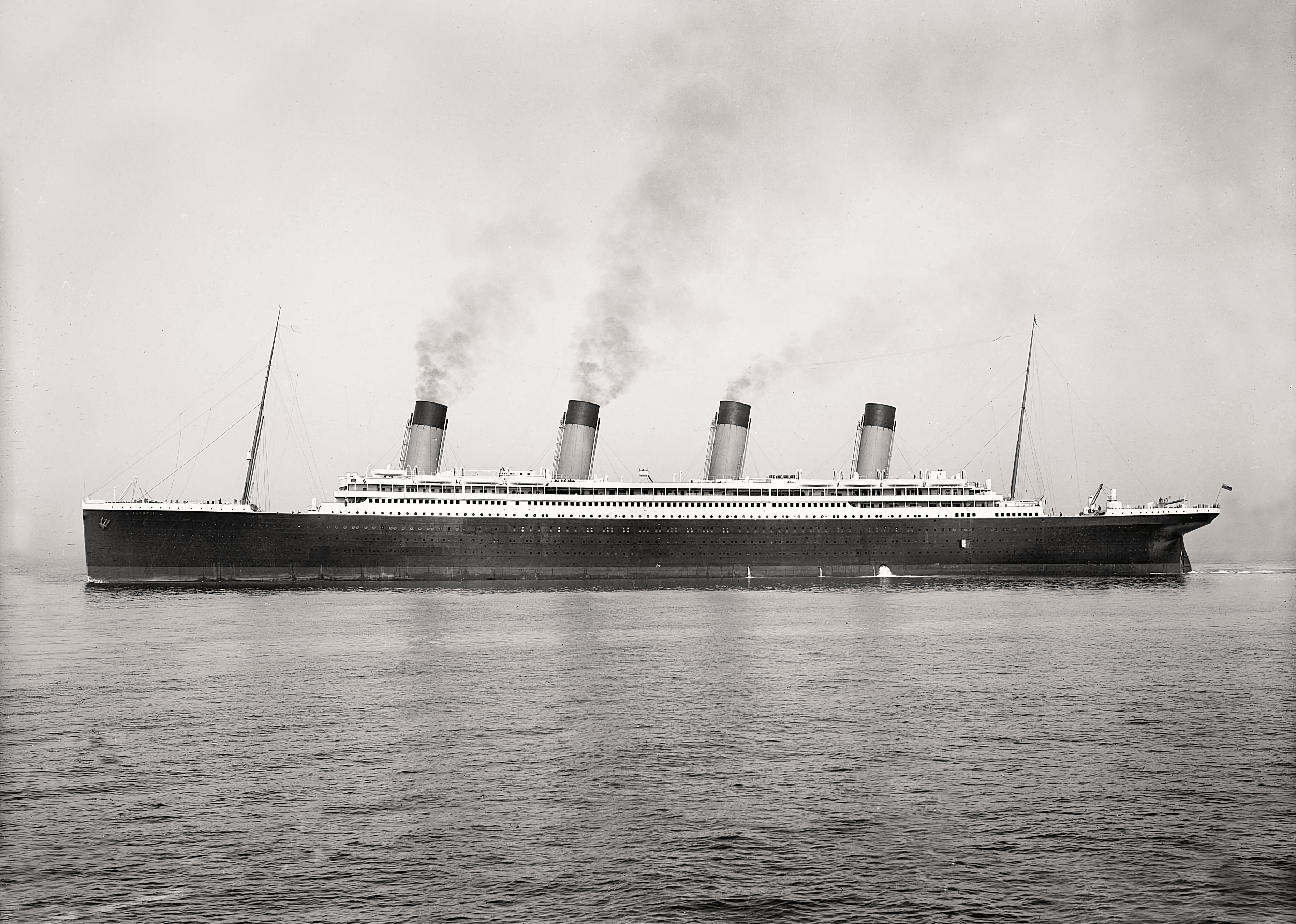
«Олимпик» на испытаниях в 1911 году

«Олимпик» был закончен 29 мая 1911 года и подготовлен к ходовым испытаниям. Результаты испытаний превзошли все ожидания: судно, как оказалось, могло развивать скорость на пол-узла выше договорной (23 узла). Испытания заняли два дня, и последний день испытаний стал также днём спуска на воду «Титаника».
По традиции, после окончания всех испытаний, «Олимпик» прибыл в Ливерпуль для публичного показа. Хотя портом отправления «Олимпика» был Саутгемптон, портом приписки всех трёх лайнеров оставался Ливерпуль. 1 июня «Олимпик» покинул Ливерпуль и отправился в Саутгемптон, который был его отправной точкой в первом плавании. В этом порту его посетили тысячи людей, которые, как и ливерпульцы, были восхищены размерами и роскошью лайнера.
После того, как «Олимпик» был поставлен на якорь в Саутгемптоне, 3 июня он стал принимать бельё, посуду, грузы. Первое плавание было намечено на 14 июня, но забастовка портовых рабочих, казалось, не позволит ему выйти вовремя. Однако с помощью шахтёров уголь погрузили, и лайнер был готов.

## Интерьеры

### Первый класс
Интерьеры «Олимпика», в отличие от немецких кораблей, не были столь пафосны, умеренность и изящество делали их привлекательными. И хотя обеденный зал располагался на одной палубе (а не занимал пространство трёх, как это предлагалось изначально), это было самое большое в мире помещение на судне, простиравшееся во всю его ширину от борта до борта и способное вместить одновременно 532 человека. Отделка его была в стиле времён династии Стюартов. Другим роскошным помещением был курительный зал первого класса, отделанный в тёмных тонах, с удобными креслами и обтянутыми зелёной тканью карточными столами. Также привлекала внимание приёмная на палубе D, смежная с носовой парадной лестницей. К услугам пассажиров первого класса были турецкая баня, гимнастический зал на шлюпочной палубе, корт для игры в сквош и бассейн. Для большего комфорта пассажиры могли не ходить по лестнице, а перемещаться между палубами на лифте. Пассажиры первого класса могли гулять на основных прогулочных палубах: шлюпочной палубе, на палубе A и застеклённом променаде на палубе B.

### Второй класс
По сравнению с большинством других лайнеров, не только пассажиры первого класса были устроены с роскошью и комфортом. О втором классе нередко отзывались как о равноценном первому классу на других судах. Столовая была обставлена в раннем английском стиле и могла разместить примерно 400 человек. Курительная была также сделана в британском стиле с тёмной деревянной обшивкой. Каюты тоже выглядели очень привлекательно. Пассажиры второго класса могли гулять по шлюпочной палубе, которая была предназначена для первого и второго класса, и по кормовой части палубы В.

### Третий класс

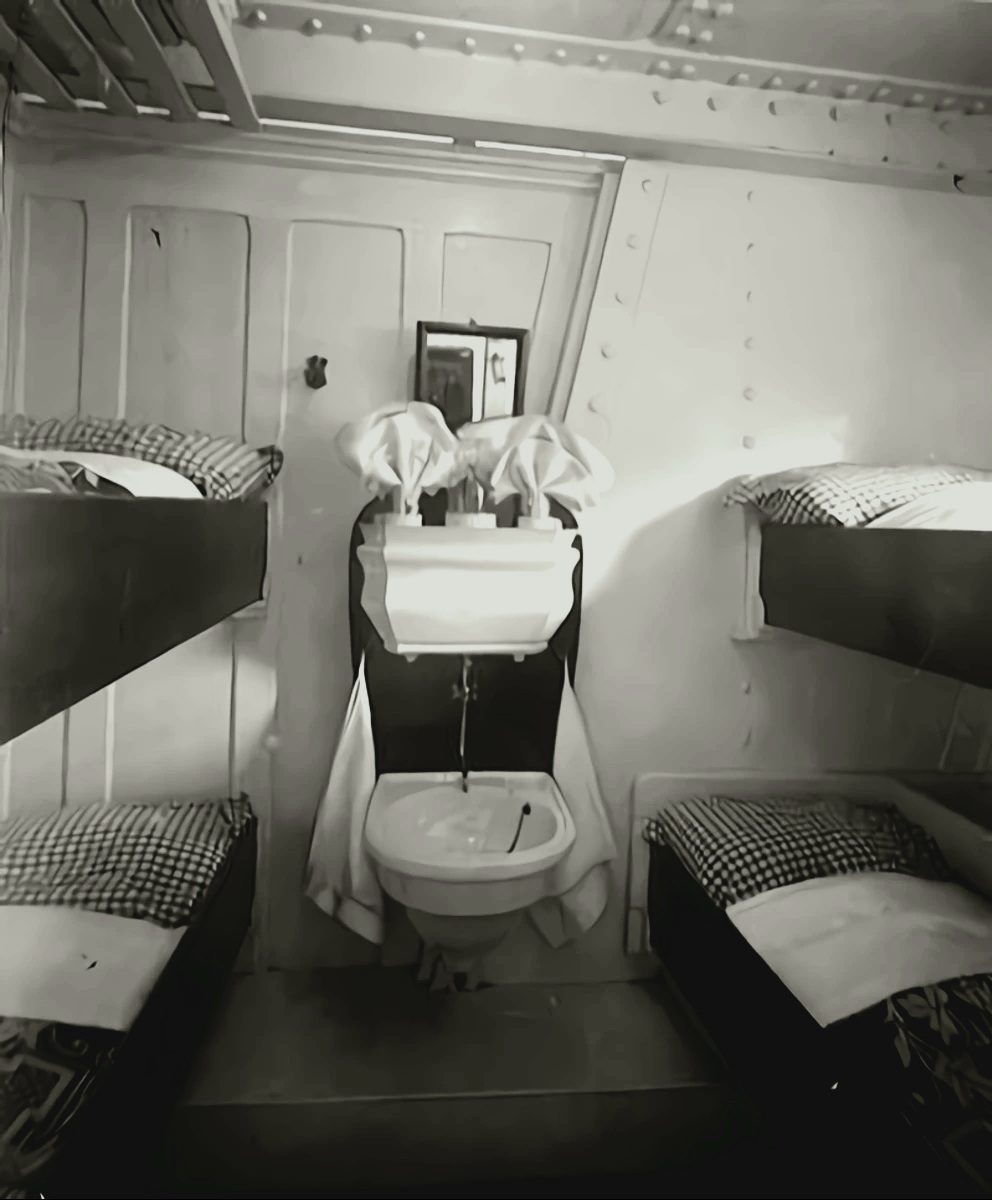
Каюта третьего класса

Третий класс был намного лучше и удобней третьего класса на других пароходах, что в целом характерно для «Уайт Стар лайн» — на их судах, начиная с «Океаника», помещения третьего класса хорошо освещались и вентилировались. На судах 1900-х было нормально, чтобы пассажиры третьего класса спали в общем кубрике, а пассажир третьего класса «Олимпика» жил в каюте, хотя и делил её с тремя другими пассажирами. Третьему классу были предоставлены и некоторые развлечения. Мужчины имели доступ к весьма большой курительной, расположенной на палубе С в корме. Стена к стене она стояла с идентичным общим залом третьего класса.

## Первый рейс
В среду, 14 июня 1911 года, в 12:00 «Олимпик» отдал швартовы и отчалил из океанского дока, направившись к своей первой остановке — Шербуру. 15 июня он посетил Квинстаун, а потом направился в Нью-Йорк. Его капитаном был Эдвард Джон Смит, самый опытный капитан «Уайт Стар Лайн». Также на борту был Брюс Исмей, который смотрел, что можно было бы улучшить. Он, например, заметил, что променад первого класса на палубе B практически не использовался, и предложил убрать его на «Титанике», заменив расширенными каютами первого класса. В добавление к этому, открытая область променада на палубе A сильно забрызгивалась в непогоду, и Исмей предложил остеклить переднюю часть променада на «Титанике». В среду 21 июня «Олимпик» причалил к пирсу 59 в Нью-Йорке.

## Происшествия
Первое происшествие с «Олимпиком» произошло в Нью-Йорке, когда 187-тонный портовый буксир затянуло под «Олимпик». Корма маленького судна была сильно повреждена, а «Олимпик» отделался лишь царапинами. 28 июня 1911 года «Олимпик» был готов к отправке в Саутгемптон.
Во время рейса «Олимпика» из США в Великобританию 28 июня 1911 года, сразу после отправления от 59 пирса, было обнаружено, что один из пассажиров забыл свои очки. Новая пара очков была срочно изготовлена, и известный авиатор Томми Сопвич, один из первопроходцев авиации, поднялся в воздух вместе с этими очками. Всё это происходило на виду сотен репортёров и обычных жителей Нью-Йорка. Эта сцена была запланирована заранее: предполагалось, что это привлечет ещё больший интерес к «Олимпику». Сброшенная с борта самолёта посылка пролетела мимо и упала в море.
24 февраля 1912 года лайнер потерял лопасть винта на пути в Англию. Снова, как после инцидента с «Хоуком», «Олимпик» должен был вернуться в Белфаст для ремонта, и первое плавание «Титаника» в связи с этим отсрочено. На сей раз первое плавание «Титаника» было перенесено на 10 апреля 1912 года.

### Инцидент с крейсером «Хоук»

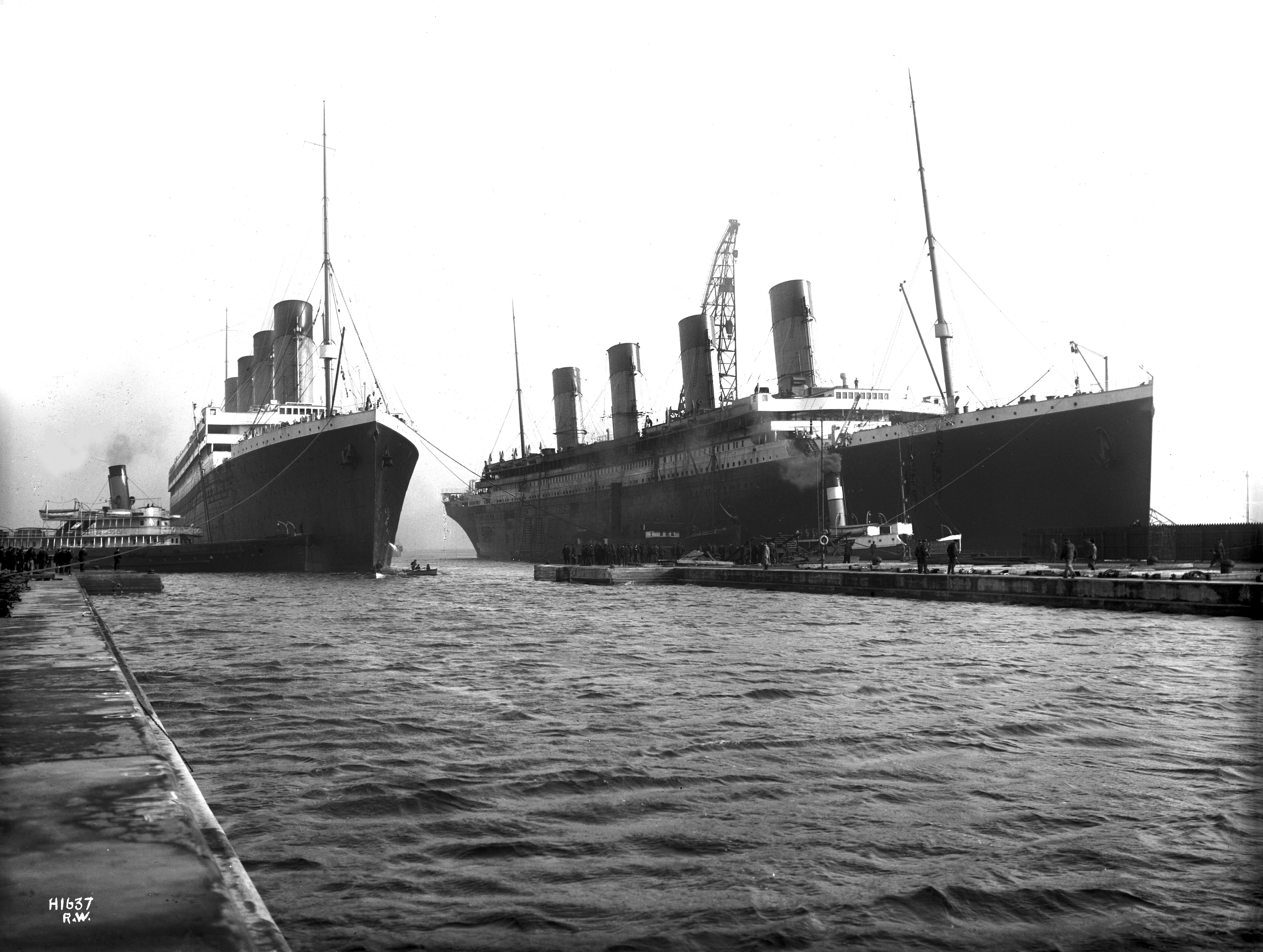
«Олимпик» (слева) и «Титаник» (справа с выступающими крыльями капитанского мостика) в Белфасте 6 марта 1912 года. «Олимпик» вновь на ремонте.

Первое крупное происшествие с «Олимпиком» случилось в его пятом рейсе 20 сентября 1911 года.  Пассажирский лайнер и крейсер флота Его Величества «Хоук» шли параллельными курсами в проливе Солент между Великобританией и островом Уайт. «Олимпик» повернул на правый борт с таким большим радиусом, которого командир крейсера не ожидал, и избежать столкновения не смог. Нос крейсера, снабжённый тараном для потопления кораблей противника, ударил в правый борт «Олимпика» у кормы, проделав в обшивке лайнера две дыры — над и под ватерлинией. На судне было затоплено два водонепроницаемых отсека и погнут гребной вал. С небольшим дифферентом на корму «Олимпик» своим ходом вернулся в Саутгемптон. Жертв и пострадавших не было. «Хоук» получил столь значительные повреждения, что едва не опрокинулся. Крейсер был, тем не менее, отремонтирован и в октябре 1914 года потоплен немецкой подводной лодкой U-9.

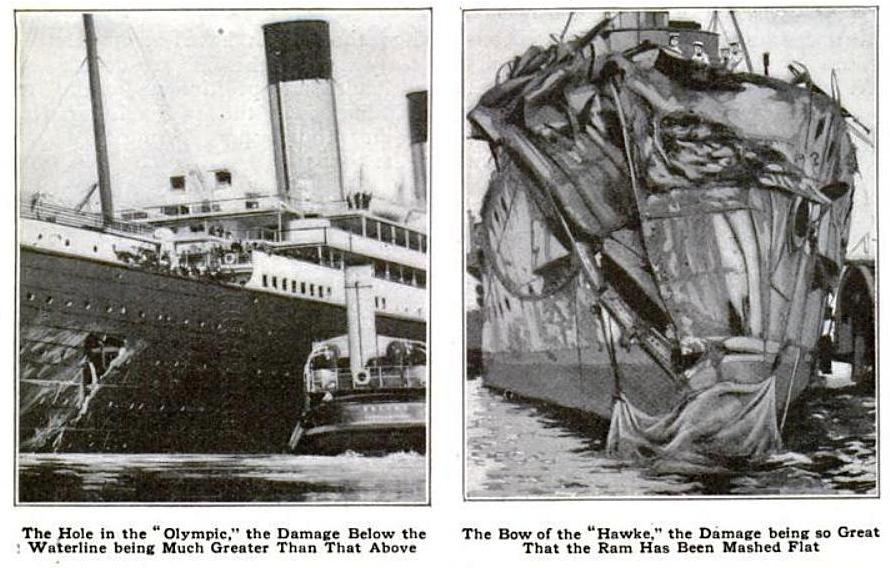
Повреждения «Олимпика» и «Хоука»

При столкновении «Олимпиком» командовал капитан Эдвард Смит. Также на борту находились стюардесса Вайолет Джессоп и кочегар  Артур Джон Прист, впоследствии спасшиеся с «Титаника», а в 1916-м году и с «Британника».
В последовавшем расследовании Королевский флот обвинил в происшествии «Олимпик», апеллируя к тому, что судно столь большого водоизмещения создало присасывающую силу для меньшего «Хоука». Авария стала сильным финансовым ударом по компании, потому что, несмотря на то, что судно находилось формально под управлением лоцмана, White Star Line пришлось оплачивать иск, за свой счёт ремонтировать корабль и терять выручку за всё то время, которое он простоял в ремонте. При этом тот факт, что «Олимпик» прекрасно выдержал серьёзное столкновение, лишний раз подтвердил удачность конструкции и подкрепил репутацию «непотопляемых» лайнеров этого типа.
Две недели ушло лишь на то, чтобы залатать «Олимпик» достаточно хорошо, чтобы он мог уйти в Белфаст для полноценного ремонта на верфи, который продлился шесть недель. Harland and Wolff пришлось использовать для ремонта гребной вал с «Титаника», чья постройка была таким образом несколько задержана. 20 ноября 1911 года «Олимпик» заработал снова, но 24 февраля 1912 года на пути из Нью-Йорка потерял лопасть винта. Для скорейшего ремонта вновь пришлось брать детали с «Титаника», первое путешествие которого было из-за этого отложено на три недели (с 20 марта до 10 апреля 1912 года).
Причиной столкновения являлось «присасывание судов» — гидродинамическое притяжение судов, следующих параллельными курсами. Основная причина присасывания — специфическое распределение зон повышенного и пониженного давления воды вдоль корпуса самоходного моторного судна. Описание присасывания входит во все современные учебники судовождения, но в начале XX века явление было неизученным. Физическая причина присасывания — эффект Вентури (всасывающее действие текущей воды, являющееся следствием закона Бернулли). Известный популяризатор науки Яков Перельман описал это столкновение в одной из своих книг как иллюстрацию данного эффекта.

## Гибель «Титаника», изменения

### Трагедия «Титаника» и её последствия
В первом же рейсе «Титаник» потерпел крушение: в ночь с 14 на 15 апреля 1912 года столкнулся с айсбергом и затонул в 600 милях от Ньюфаундленда. Айсберг повредил пять отсеков, корабль получил несколько разных по размеру пробоин на длину 90 метров. В катастрофе погибли по меньшей мере 1496 человек при 712 выживших.
13 апреля 1912 года «Олимпик» покинул Нью-Йорк. Капитаном был Герберт Джеймс Хэддок, который вступил в должность после того, как Смита перевели на «Титаник». Только после полуночи радист «Олимпика» получил сообщение о том, что «Титаник» повреждён. Не зная, насколько серьёзной была ситуация, радист спросил «Титаник», стоит ли «Олимпику» идти к «Титанику», или он может сам дойти. Ответ был коротким: «Мы сажаем женщин в лодки».
Радист немедленно ответил, что они идут на помощь полным ходом, однако «Олимпик» был слишком далеко от тонущего брата-близнеца. К «Титанику» ближе всего были три судна: «Калифорниэн» компании «Лейланд Лайн», «Карпатия» «Кунард Лайн» и «Маунт Темпль» «Канадиан Пасифик Стимшип Компани». «Калифорниэн» не отвечал на сигналы бедствия из-за того, что радист после сообщения координат ледового поля прекратил работу и отправился спать, «Маунт Темпл» был зажат льдом, поэтому только «Карпатия» шла на скорости, превышающей допустимую, к месту аварии. Несмотря на это, она добралась до места аварии через 2 часа, после того, как «Титаник» затонул. «Карпатия» взяла спасшихся с «Титаника» на борт и отправилась в Нью-Йорк. Капитан «Олимпика» предложил пересадить некоторых пассажиров на его судно, но капитан «Карпатии» Артур Рострон отказался, посчитав, что для пассажиров будет шоком увидеть недавно затонувший лайнер опять на плаву. «Олимпик» продолжил свой рейс в Саутгемптон, и, когда он прибыл 21 апреля, то застал город в трауре.

### Забастовка, модификации

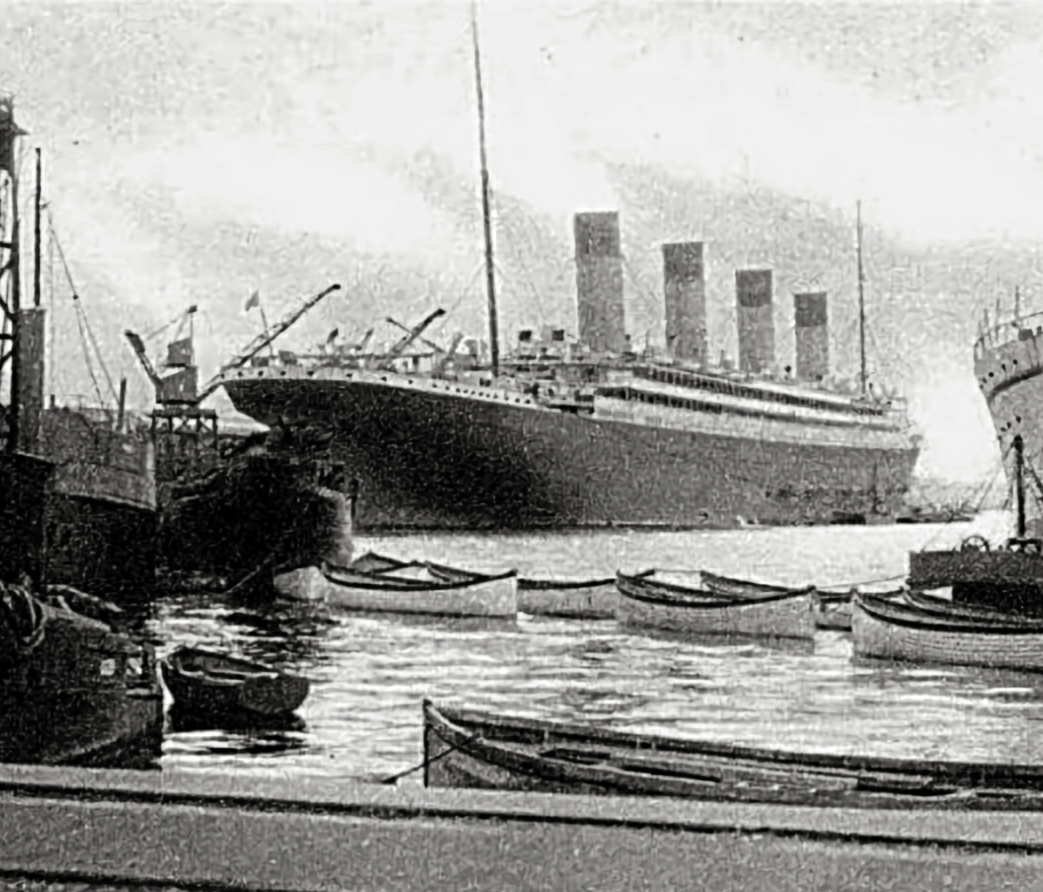
Установка новых шлюпок

Следующий рейс «Олимпика» был запланирован на 24 апреля, но прежде надо было оснастить судно адекватным числом спасательных шлюпок. Сорок дополнительных складных шлюпок Энгельгарда, которые очень неважно зарекомендовали себя на «Титанике» (в частности, Уильям Мёрдок и несколько матросов погибли, пытаясь спустить одну из них на воду, а Чарльз Лайттоллер, не умея с ней обращаться, опрокинул), были установлены на палубу лайнера. Позже выяснилось, что лодки не были нормально испытаны, и команда «Олимпика» забастовала, пока на судно не поставят стандартные деревянные лодки. «Уайт Стар Лайн» вынуждена была отменить рейс «Олимпика», и 9 октября он отправился в Белфаст для переоборудования.
В ходе переоборудования полный набор 64 надёжных, твёрдых спасательных шлюпок был установлен по шлюпочной палубе, друг над другом. Обшивка была усилена и подняты переборки. Эта перестройка привела к нескольким другим изменениям: построили Café Parisien на палубе B и расширили крылья капитанского мостика.
Только 22 марта 1913 года «Олимпик» был готов возобновить обслуживание. Он рекламировался как «Новый Олимпик», но гибель «Титаника», естественно, никогда не упоминалась как причина для изменений. Экспресс-обслуживание «Уайт Стар Лайн» зимы 1912—1913 годов поддерживалось «Адриатиком», «Океаником» и «Балтиком». После возвращения тоннаж «Олимпика» увеличился до 46 359 тонн; таким образом восстановилось звание самого большого судна в мире. Но в этом звании он долго не продержался: в том же году HAPAG спустили на воду своего «Императора» с тоннажем в 52 000 тонн.

### Продолжение карьеры
В феврале 1914 года третье судно класса «Олимпик», названное «Британником», было спущено на воду в Белфасте. Его тоннаж составил более чем 48 000 тонн брутто, что сделало его наибольшим судном, когда-либо построенным для Великобритании, до «Куин Мэри» в 1936 году. «Уайт Стар Лайн» уже планировала замену затонувшему «Титанику» 33 000-тонным «Германиком». Постепенно жизнь налаживалась, так как УСЛ восстанавливали свою репутацию.
Однако 4 августа 1914 года началась Первая мировая война, заставшая «Олимпик» на пути в Нью-Йорк, и ему пришлось добираться до порта как можно быстрее. В Нью-Йорке «Олимпик» был перекрашен в серый цвет, трубы также покрасили в более тёмные тона. Во время Первой мировой войны «Уайт Стар Лайн» хотела поддержать пассажирское обслуживание между Великобританией и США. Судами «Уайт Стар Лайн», ответственными за это обслуживание в военное время, были «Олимпик», «Адриатик» и «Балтик». Было совершено несколько рейсов, поскольку американцы, которые с началом войны оказались в Европе, стремились добраться до дома, а некоторые европейцы, в свою очередь, хотели вернуться на родину.

## Инцидент с военным кораблем «Одейшес»

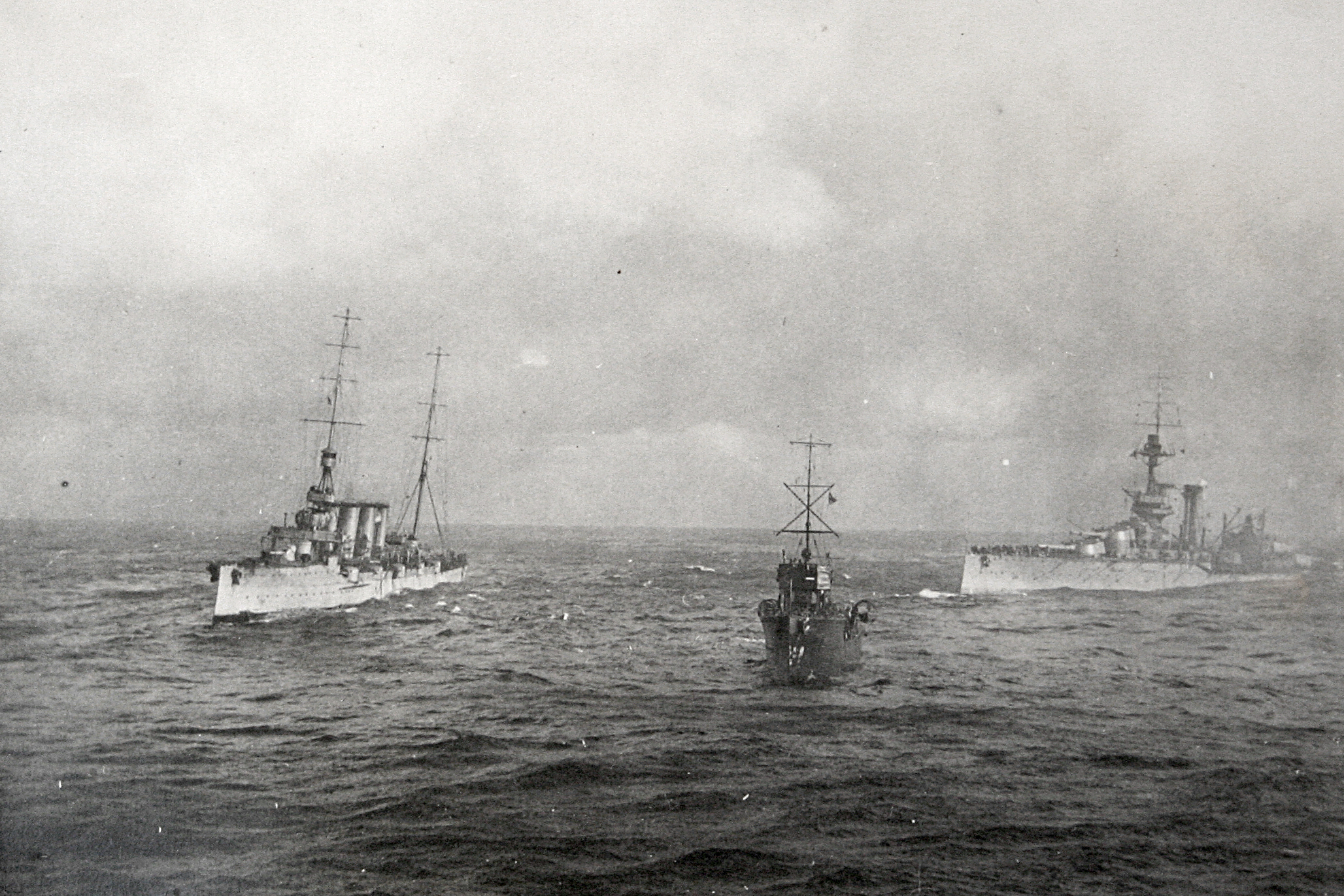
«Ливерпуль» (слева) буксирует «Одейшес» (справа). Фото с «Олимпика».

Поскольку ситуация, казалось, ухудшалась, «Олимпик» был снят с коммерческой службы 9 октября 1914 года, когда он и оставил свой новый европейский порт в Гриноке в последний раз. Ему приказали идти в Белфаст. Невольно «Олимпик» вошёл в немецкое минное поле у острова Тори 27 октября. В то же самое время на горизонте возникли два британских военных корабля — «Ливерпуль» (HMS Liverpool) и линейный корабль «Одейшес» (HMS Audacious). Внезапно «Одейшес» подорвался на мине и начал тонуть. Все суда, за исключением «Ливерпуля», который должен был помочь эвакуировать команду, должны были покинуть зону. «Олимпик» был призван на помощь.
Приблизительно два часа спустя вся команда «Одейшес» была эвакуирована на два помогающих корабля. Дальше надо было отбуксировать «Одейшес» в безопасное место, где его должны были отремонтировать. Только «Олимпик» был достаточно мощным, чтобы буксировать тонущий линкор. Но начинался слабый шторм, и «Одейшес» стал неуправляемым, так как его руль был выведен из строя. Трос оборвался. Вторую попытку сделал «Ливерпуль», но «Одейшес» начал быстро тонуть. Было решено оставить судно. Когда спасательные суда ушли, «Одейшес» перевернулся, внутри сдетонировали боеприпасы, и судно затонуло. Единственным погибшим за весь инцидент был старшина Уильям Бёрджесс, который стоял на палубе «Ливерпуля». Моряка смертельно ранил кусок бронированной пластины, отброшенный взрывом.

## Военная служба

### Служба в Средиземноморье
В Белфасте «Олимпик» встретил своего всё ещё отделываемого брата «Британника». Они провели следующие семь месяцев вместе, пока «Олимпик» не был призван для правительственного обслуживания. «Уайт Стар Лайн» хотела, чтобы капитаном остался прежний командир, но, так как он был занят в Белфасте, новый капитан был выбран Адмиралтейством и Гарольдом Сандерсоном — человеком, который управлял «Уайт Стар Лайн» после Брюса Исмея. Новым капитаном стал Бертрам Фокс Хейс, прежний капитан «Адриатика».
Перед выходом в океан «Олимпик» получил артиллерийское вооружение. Одно 4.7-дюймовое орудие было установлено на баке и два таких же на корме. С этого времени «Олимпик» значился как военный транспорт под номером T2810. Первый рейс «Олимпик» сделал 24 сентября к Мудросу на острове Лемнос в Средиземноморье. Корабль взял на борт примерно 6000 солдат.
1 октября 1915 года, у мыса Матапан, на «Олимпике» заметили спасательные шлюпки с затонувшего французского парохода «Прованс». Капитан Хейс немедленно приказал остановить судно и подобрать выживших. Франция предложила капитану Хейсу Золотую Медаль за Спасение. Однако британцы были менее восторженными. Адмиралтейство обвинило Хейса в том, что он серьёзно рисковал его судном с 6000 душ на борту, остановившись в чрезвычайно опасных водах.
«Галантная» война велась только вначале. С потоплением пассажирского парохода «Лузитания» 7 мая 1915 года, в результате которого погибло 1197 человек, война на море стала вестись ожесточённее. 21 декабря того же года «Олимпик» вернулся в Ливерпуль после ещё одного успешного рейса в Средиземноморье. Он был пришвартован на смежном пирсе вместе с «Британником», который требовался как госпитальное судно в Средиземноморье. Снова «Уайт Стар Лайн» имела два брата-лайнера главного класса в обслуживании в одно и то же время. Второй раз суда встретились. «Британник» покинул Ливерпуль 23 декабря, в то время как «Олимпик» оставался на месте до 4 января, когда он опять отправился в Грецию. Последняя поездка в Мудрос состоялась весной 1916 года, когда большие суда больше не требовались в Средиземноморье. Единственное госпитальное судно, оставшееся там, — «Британник».

### Служба между Англией и Канадой
«Олимпик» продолжал военную службу, когда был призван как транспортное судно между Великобританией и канадским Галифаксом. Серая раскраска судна была заменена камуфляжем.
В течение войны «Олимпик» перевёз до 201 000 человек, израсходовал 347 000 т угля и прошёл 184 000 миль (296 000 км). В ходе военной службы «Олимпик» получил прозвище «Надёжная старушка». В 1919 году капитан судна «за ценные услуги, связанные с перевозкой войск» был произведён в рыцари.

### Бой с немецкой субмариной
Рано утром 12 мая 1918 года, в Ла-Манше, следуя под командованием капитана Хайеса во Францию с американскими войсками на борту, «Олимпик» заметил на поверхности воды в полукилометре от себя подводную лодку. Артиллеристы на лайнере сразу открыли огонь, а капитан изменил курс на таран. Лодка начала погружение на 30 м (98 футов) и повернула на параллельный курс. Почти сразу же «Олимпик» ударил лодку позади рубки и лопастью левого винта прорубил прочный корпус. Команда U-103 продула балласт и в панике покинула лодку. «Олимпик» для спасения утопающих не останавливался, продолжая следовать в Шербур. Тем временем американский эсминец «Davis» (DD-65) заметил сигнал бедствия и подобрал 31 члена экипажа U-103. «Олимпик» возвратился в Саутгемптон с двумя помятыми листами обшивки и свороченным на сторону носом, но без пробоин.
Впоследствии было установлено, что U-103 готовилась торпедировать «Олимпик», но команде не удавалось заполнить водой два задних торпедных аппарата. Капитан Хайес получил за этот бой орден «За выдающиеся заслуги». Несколько американских военнослужащих собрали средства на установку в одном из салонов лайнера памятной таблички.

## Последствия войны
В ноябре 1918 года немцы были вынуждены подписать Компьенское перемирие, и Первая мировая война была закончена. «Олимпик» прекратил рейсы между Канадой и Великобританией и был официально возвращен «Уайт Стар Лайн». 16 августа 1919 года «Олимпик» вернулся в Ливерпуль, прежде чем отправиться на верфь «Харланд энд Волф» для крупного ремонта и переоборудования.
«Олимпик» перевели с угля на нефть, заменив угольные бункеры цистернами с жидким топливом. Такая модернизация помогла сократить время заправки от нескольких дней до нескольких часов. Также сократилась команда с 360 человек до 60. Нефть улучшила производительность двигателей, а пассажиры не страдали от угольной пыли.
Спасательные шлюпки были также перестроены. Их общая вместимость достигла 3428 человек, что несколько превышало максимально возможное число пассажиров и экипажа. Такого результата удалось достичь путём установки шлюпбалок по всей длине шлюпочной палубы, причём на каждую из них приходилось до трёх помещённых одна в другую шлюпок.
Результаты войны были неутешительными: многие быстроходные суда были потеряны. «Кунард Лайн» потеряла 22 судна. Восстанавливать флот было нелегкой задачей. «Уайт Стар Лайн» потеряла свои главные суда — «Титаник», «Британник» и «Океаник». Не было судна, способного быть парой «Олимпику» ни в размере, ни в скорости. Перед войной «Уайт Стар Лайн» планировали заменить «Титаник» «Германиком», но из-за плохой финансовой ситуации от этой идеи пришлось отказаться. Поскольку Великобритания была среди победителей, у неё были известные преимущества, в частности, по репарациям Великобритании достались главные суда противников. Сначала «Уайт Стар Лайн» пробовала получить «Императора» HAPAG, но его уже отдали «Кунард Лайн», и он стал их «Беренгарией». Но были ещё два других больших судна. Это 35 000-тонный лайнер «Колумб» компании «Северогерманский Ллойд» и все ещё строящийся 56 000-тонный лайнер HAPAG «Бисмарк».

## Послевоенная карьера
На «Олимпике» была закончена послевоенная модернизация. С тоннажем в 46 439 тонн «Олимпик» покинул Белфаст 17 июня 1920 года. Его первый коммерческий трансатлантический рейс с 1914 года состоялся 26 июня, и он достиг Нью-Йорка 2 июля.
В мае 1921 года на «Олимпике» совершила поездку в США Мария Кюри. Она отправилась за собранным по подписке граммом радия для своей лаборатории.
В течение одного рейса в Америку в конце августа 1921 года произошло одно из самых таинственных событий в карьере «Олимпика». Томас Брассингтон оставил в каюте письмо для своей невесты Энни Томпсон. В письме говорилось, что он оставляет всё своё имущество Энни, и что мысли о проблемах дома и острове Эллис — это выше его сил. Команда обыскала все судно, и, наконец, Энни нашла Томаса на палубе, но, поскольку он угрожал спрыгнуть в воду, она упала в обморок, а когда пришла в себя, Брассингтон пропал. Его так и не нашли. В судовом журнале капитан отметил, что мистер Брассингтон, вероятно, покончил с собой.
Обратный рейс должен был быть весёлым, поскольку на «Олимпике» впервые за 20 лет в Великобританию решил отправиться американский актёр Чарли Чаплин. Сохранились кадры кинохроники шуточного соревнования по имитации походки Чаплина, снятой на борту "Олимпика". Комик часто пользовался турецкой баней, спортзалом и плавательным бассейном. Он также провёл много времени в курительной, но в карты не играл, а только наблюдал игру профессионалов.
В конце 1921 года капитан Хейс был назначен капитаном на «Бисмарк». Когда 56 551-тонное судно вошло в эксплуатацию в 1922 году, он был переименован в «Маджестик» («Величественный»). Корабль стал достойным партнёром для «Олимпика», заменив «Британник». За некоторое время до прибытия «Маджестика» «Колумб», переименованный в «Гомерик», заменил «Титаник». Наконец-то «Уайт Стар Лайн» собрала трио больших лайнеров на линии Саутгемптон — Нью-Йорк.
После столкновения с крейсером «Хоук» в 1911 году с «Олимпиком» больше ничего серьёзного не происходило до 22 марта 1924 года, когда он, отходя от пирса 59 в Нью-Йорке, врезался в лайнер «Fort St. George» и нанёс ему серьёзный урон: была сломана главная мачта, значительно повреждены спасательные шлюпки и палуба на длине 45 метров. «Олимпик», казалось, не имел больших повреждений, но по прибытии в Саутгемптон обнаружилось, что кормовая обшивка нуждается в замене.
Один из создателей «Олимпика», лорд Пирри, умер в июне 1924 года во время рейса из Южной Америки. Тело было взято на борт в Нью-Йорке, где на «Олимпик» погрузили гроб и отвезли его в Квинстаун, откуда его переправили в Белфаст. Восемь месяцев спустя капитан Хамблтон оставил «Олимпик» в пользу капитана Уильяма Маршалла. Под его командованием «Олимпик» получил третий сигнал бедствия за свою карьеру. Маленький лайнер «Элления» просил о помощи, когда «Олимпик» лишь девять часов назад покинул Нью-Йорк. Когда он достиг «Эллении», капитану Маршаллу сообщили, что она не нуждалась в помощи. Чтобы удостовериться, с «Олимпика» отослали одну из лодок с четвёртым помощником Лоу. Когда спасательная шлюпка вернулась сорок минут спустя, Лоу подтвердил, что «Элления» просила буксировку к Нью-Йорку. Поскольку меньшее судно не было в опасности, и приближалось несколько французских судов, Маршалл принял решение продолжить рейс в Саутгемптон.
В 1925 году в связи с ограничениями на иммиграцию в США система деления на три класса была изменена. Некоторые каюты третьего класса стали называть «туристическим третьим классом». Этот новый класс состоял из лучших кают третьего класса и менее привлекательных кают второго класса. Цена за билет в этом новом классе была немного выше, чем билет в обычный третий класс.
В 1927 году IMM наконец отказалась от «Уайт Стар Лайн», и британец сэр Оуэн Филлипс купил Океанскую Пароходную Навигационную Компанию за 7 млн фунтов стерлингов. Будучи частично британским и частично американским в течение всего своего существования, «Олимпик» теперь стал британским судном. С 1928 года с туристическим третьим классом полностью покончили, заменив его «туристическим классом». Другие изменения произошли в столовой первого класса: стол капитана был удалён, и большое пространство приспособлено для танцев.
В сентябре следующего года капитан Маршалл оставил «Олимпик» в пользу капитана Уолтера Паркера. Маршаллу так нравился «Олимпик», что он расчувствовался, покидая его, и капитан Паркер предложил ему стать капитаном «Маджестика», на что Маршалл ответил:

«Полагаю, это честь для меня, ведь это самый большой корабль в мире, Паркер, но я оставляю вам лучший».

18 ноября 1929 года, когда «Олимпик» шёл в западном направлении, с ним произошёл странный случай. За два дня до прибытия в Нью-Йорк судно внезапно начало трястись без какой-либо видимой причины. Вперёдсмотрящие говорили, что не было других кораблей, с которыми они могли бы столкнуться. Поскольку двигатели всё ещё работали нормально, потеря лопасти винта тоже исключалась. Конечно, команда испугалась, когда они узнали, что находятся в месте, где 17 лет назад затонул «Титаник», но позже радисты сообщили, что виной всему было подводное землетрясение. В конце следующего рейса капитан Паркер ушёл в отставку, и капитаном стал Е. Р. Уайт.

## Закат карьеры

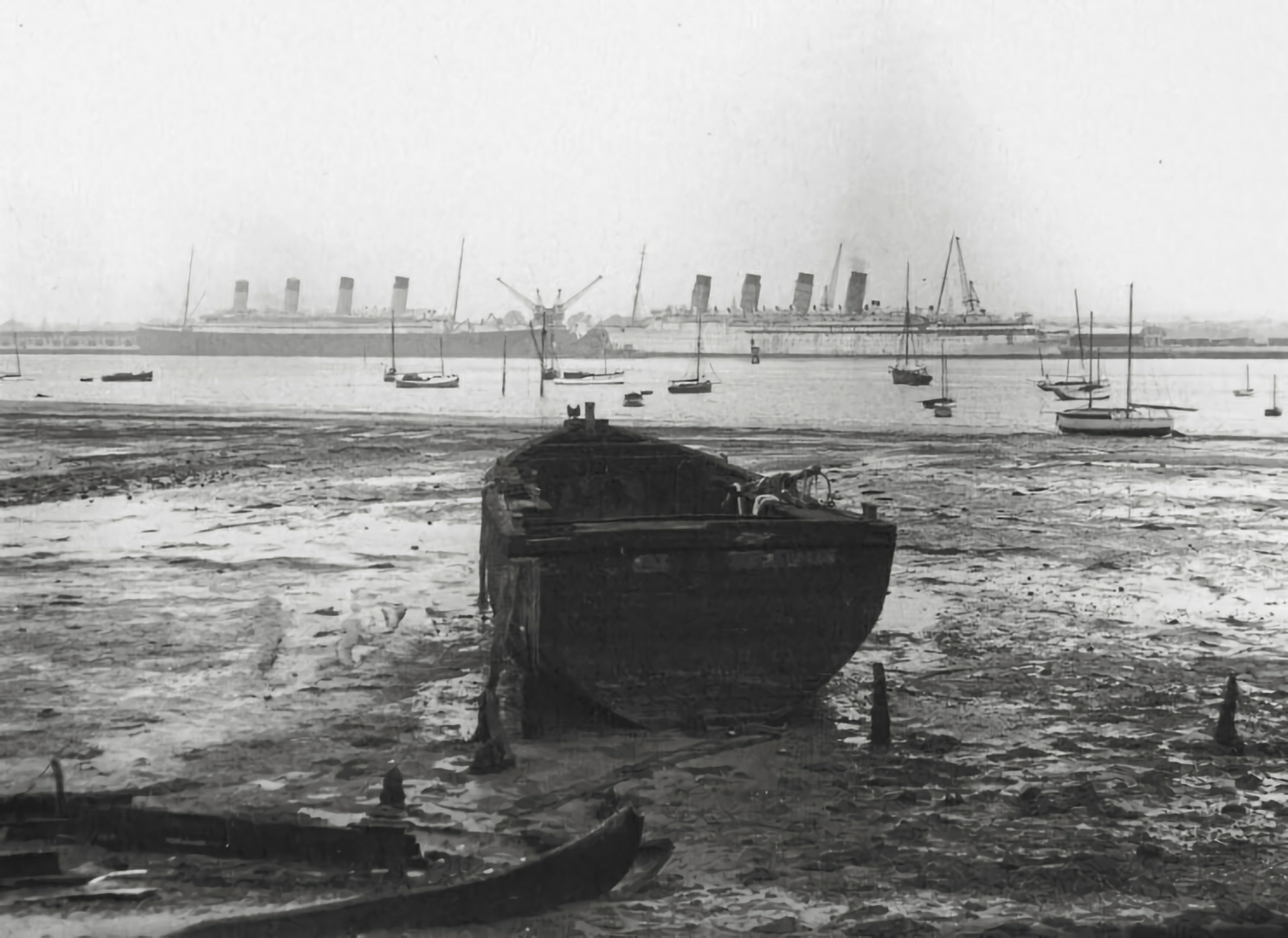
«Олимпик» (слева) и «Мавритания» (справа) ожидают разбора на металл

Позже, в 1933 году, «Уайт Стар Лайн» слилась с «Кунард Лайн» — их прежним главным соперником — и сформировалось новое предприятие «Кунард — Уайт Стар Лайн». «Кунард Лайн» в этом союзе доминировала, имея 62 % акций. Вклад «Уайт Стар Лайн» составлял приблизительно десять судов, большей частью довольно старых. Среди них были крупные «Олимпик» и «Маджестик» и новые «Британник (III)» и «Джорджик».
В 1934 году капитаном «Олимпика» был Джон Бинкс. 15 мая 1934 года «Олимпик» шёл в нью-йоркских водах через густой туман на скорости в десять узлов, но, несмотря на низкую скорость и огни, на «Олимпике» не заметили плавучий маяк «Нантакет». В 11:06 утра красный корпус плавучего маяка показался перед носом «Олимпика», и капитан Бинкс немедленно приказал реверсировать двигатели. Но было слишком поздно. Огромный «Олимпик» перерезал плавучий маяк пополам на скорости всего в 3—4 узла (5,5—7 км/ч). Семь человек на борту плавучего маяка погибли, и только четверо выжили.
Несмотря на репутацию надежности, качественную эксплуатацию и конструкцию, ремонты 1912-13 и 1919-20 годов, «Олимпик» неумолимо старел. В условиях Великой депрессии и при появлении нового поколения скоростных лайнеров, в руководстве УСЛ не могли найти средства на капитальный ремонт и модернизацию четырехтрубного лайнера. После слияния компаний поддержку старых судов в «Кунард Лайн» не считали целесообразной, поскольку все усилия сосредоточивали на завершении своего мега-проекта «Куин Мэри»Со спуском её на воду снятие «Олимпика» с линии стало лишь вопросом времени. После отставки любимой публикой и руководством фирмы «Кунард Лайн» «Мавритании» в 1934 году, судьба его была очевидна. В январе 1935 года было объявлено, что «Олимпик» будет снят с эксплуатации в конце весны. Под командой последнего капитана, Реджинальда Пила, 27 марта 1935 года «Олимпик» покинул Саутгемптон, совершая последний 257-й рейс в Нью-Йорк и обратно.
После пяти месяцев простоя вместе со своей бывшей соперницей «Мавританией»  лайнер был продан сэру Джону Джарвису, члену парламента, за 97 500 фунтов стерлингов. Сэр Джон немедленно перепродал лайнер компании «Томас Вард и Сыновья» в городе Ярроу, чтобы обеспечить работой депрессивный регион.
Днем 11 октября 1935 года «Олимпик» покинул Саутгемптон в последний раз. К моменту выхода на пенсию 25-летний «Олимпик» совершил 257 рейсов через Атлантику туда и обратно, перевезя 430 000 пассажиров в своих коммерческих рейсах, и прошёл 1,8 миллиона морских миль.
Прежде разборки, внутреннее убранство было распродано с аукциона. Большая часть всей мебели и отделки ушла в отель «Белый Лебедь». Между 1935 и 1937 годами надстройка «Олимпика» была разобрана, а затем, 19 сентября 1937 года, его корпус был отбуксирован на Тос, на верфь У. Уорда в Инверкейтинге для окончательной разборки и утилизации, которая была завершена к концу 1937 года. Главный инженер корабля прокомментировал это так: «Я могу понять необходимость, раз уж «Старая леди» потеряла свою эффективность, но двигатели её так же исправны, как и всегда».
За свою карьеру «Олимпик» неоднократно попадал в новостную кинохронику как в связи с инцидентами, так и в рекламные съемки, позволившие сохранить образ и интерьеры судна и его жизненный путь от спуска на воду до отправки на утилизацию.
В повести сэра Артура Конан Дойла «Опасность!», опубликованной в июле 1914 года в Strand Magazine, художественно изображается возможная в обозримом будущем подводная война Великобритании с вымышленной страной Норландией. «Олимпик» упоминается как одно из судов, потопленных подводными лодками. По иронии судьбы, реальный «Олимпик» не только благополучно пережил Первую Мировую войну (оставшись единственным четырехтрубным лайнером своей фирмы из четырех подобных кораблей в мире), но и сам потопил подводную лодку U-103 24 апреля 1918 года.
В оригинальных рассказах Агаты Кристи об Эркюле Пуаро «Приключения Кухарки из Клэпема» и «Ограбление в миллион долларов» упоминается роскошный лайнер «Олимпия», выделенный самим Пуаро как особенно надежный корабль. Вероятным прототипом является «Олимпик».

## Основные отличия «Олимпика» от «Титаника»
| Элемент              | Олимпик                                                                       | Титаник                                                            |
| -------------------- | ----------------------------------------------------------------------------- | ------------------------------------------------------------------ |
| променад на палубе A | полностью открытый                                                            | передняя часть палубы A остеклена примерно до второй трубы         |
| променад на палубе B | кормовая часть променада открыта больше (но эта часть часто перестраивалась). | кормовая часть променада более закрыта                             |
| на палубе B          |                                                                               | каюты-апартаменты с частными прогулочными палубами для миллионеров |
| корма палубы B       | на момент гибели «Титаника» открытый променад                                 | кафе в Парижском стиле                                             |
| капитанский мостик   |                                                                               | крылья мостика выступают за фальшборты палубы А                    |

## Капитаны «Олимпика»
1. Эдвард Джон Смит
2. Герберт Хэддок[англ.]
3. Бертрам Фокс Хейс[35]
4. Генри Джеймс Хэмблтон
5. Уильям Маршалл
6. Уолтер Паркер
7. Е. Р. Уайт
8. Джон Бинкс
9. Реджинальд Пил